# 戴夫·史都華
大衛·基斯·史都華（英語：David Keith Stewart，1957年2月19日—），為美國職棒大聯盟的投手。於1975年大聯盟選秀第16輪被道奇隊選走，生涯曾效力過道奇、遊騎兵、費城人、運動家與藍鳥等隊。史都華生涯拿下3次世界大賽冠軍，並曾經連續4季拿下單季20勝。
史都華在退休後曾於教士、釀酒人與藍鳥等隊擔任投手教練，也曾在響尾蛇擔任過總經理，不過他在2016年底遭到開除。

## 職業生涯

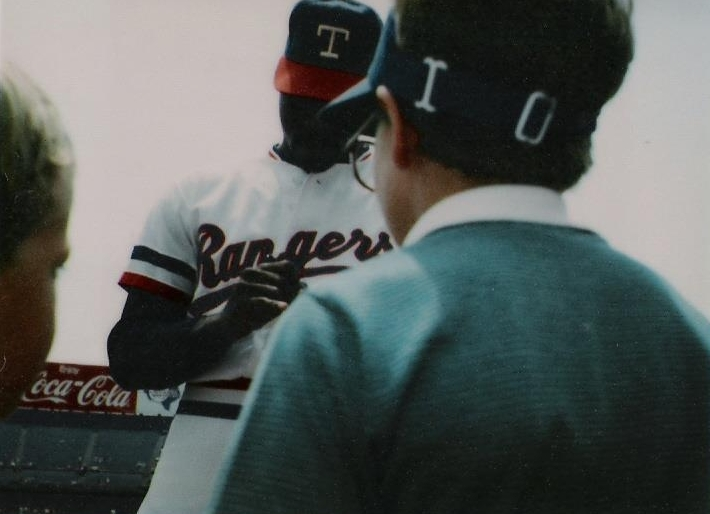
大衛·基斯·史都華

### 洛杉磯道奇
1978年9月22日，史都華登上大聯盟。當時他後援兩局，被敲出一安與送出一次三振。1979年和1980年，史都華都在3A磨練身手。
1981年，史都華受邀參加春訓。由於他沒有選擇權，因此不得再被下放小聯盟。而球隊原本就此打算釋出他，不過最後他們將另一名投手Don Stanhouse釋出。史都華在該年球季初登板就奪勝，整年他出賽32場比賽，拿下6次救援成功，防禦率2.49。1981年國家聯盟分區賽，史都華得到了震撼教育，他在前兩場比賽都砸鍋吞敗。不過道奇隊仍靠著強大的韌性連贏三場淘汰太空人。而他在世界大賽上出賽1場失1分，道奇也以4勝2敗拿下世界大賽冠軍。
1982年，史都華拿下9勝8敗，防禦率3.81。球季結束後，球隊一開始打算用史都華向遊騎兵交易捕手Jim Sundberg，不過最後被Sundberg用不得交易條款拒絕。1983年他為道奇隊出賽46場比賽，拿下5勝2敗，防禦率2.96。7月11日，他曾罕見的丟出一次暴投，結果讓壘上三名跑者得分的記錄。

### 德州遊騎兵
1983年8月19日，道奇仍將史都華和一名日後指定球員交易至遊騎兵，換來Rick Honeycutt。1983年球季末，史都華拿下5勝2敗，防禦率2.14。不過他在1984年陷入低潮，開季僅拿下7勝14敗，防禦率4.73。最後他也丟了先發位置。  1985年1月，Tom House加入遊騎兵成為新任投手教練。他看出了史都華的問題，並要求他練習指叉球。
這年遊騎兵讓史都華擔任後援投手，不過他表現還是很差。5月22日，他在被擊出逆轉3分砲後遭到球迷予以噓聲相待。賽後他不僅說這些球迷都是笨蛋，甚至還挑釁他們要他們上場打球。最後他被球隊總經理Tom Grieve給罰款5000美元，不過球隊老闆似乎不接受這個裁決，他要求Grieve盡早將史都華交易。最後他在1985年9月13日被交易至費城人，這年他在遊騎兵只拿下0勝6敗，防禦率5.42。

### 費城費城人
休賽季期間，史都華曾與日職的讀賣巨人有接觸。不過最後雙方並未簽約，因此他又重返費城人。
史都華為費城人出賽次數不多，1985年至1986間只出賽12場比賽，防禦率高達6.00。儘管有消息指出史都華手臂受傷導致球威下滑，不過費城人仍於1986年5月9日將其釋出。後來史都華提到費城人曾要求他若不惹事生非就會將他交易，但最後卻食言反而將他釋出。

### 奧克蘭運動家
史都華原本打算加入金鶯，不過金鶯卻告訴他他連2A都上不了，因此史都華轉而與運動家簽約。他在運動家3A出賽1場比賽後就登上大聯盟。7月1日，他在與印地安人的比賽中揍了對方總教練一拳，結果造成板凳清空事件。後來他被禁賽四場，且遭到罰款處分。而他在這年也新開發了指叉球，整年投出9勝5敗，防禦率3.74。
隔年，他與球隊簽下2年50萬美元的延長合約。1987年，他拿下單季20勝，防禦率3.68。1988年，他更是開季前8場先發全勝， 最後他拿下21勝12敗，防禦率3.23。他在美聯冠軍賽先發2場全勝，幫助運動家4連勝橫掃紅襪。然而他在世界大賽首戰賽前卻威脅道奇二壘手Steve Sax，他放話會在比賽中讓他受傷。後來這場比賽由道奇隊的Kirk Gibson敲出再見全壘打獲得勝利。史都華後來於第四場登板，不過仍吞下敗仗，道奇最終4勝1敗拿下世界大賽冠軍。
1989年，史都華拿下21勝9敗，防禦率3.32。他不僅被選為明星賽先發投手，他在賽揚獎票選上還拿下第二名。後來他在美聯冠軍賽拿下2勝，防禦率2.81。在世界大賽首戰上，他還完封了巨人隊。雖然中間比賽一度因為大地震而延期，不過運動家還是以4連勝橫掃巨人奪冠。史都華在系列賽拿下2勝，防禦率1.69，順利奪得世界大賽MVP。球季結束後，他與運動家簽下2年700萬美元的延長合約，一度寫下大聯盟史上最大的合約紀錄。
1990年，史都華拿下22勝11敗，防禦率2.56。6月29日，他投出了無安打比賽。道奇隊的費南多·瓦倫祖拉也在同一天投出無安打比賽，形成大聯盟單日出現兩場無安打的空前紀錄。史都華在美聯冠軍賽拿下2勝，防禦率僅1.13。運動家不僅連三年闖進世界大賽，史都華也成功拿下聯盟冠軍賽MVP。不過他在世界大賽上卻吞下2敗，最終運動家遭到紅人橫掃。
球季結束後，史都華代表大聯盟明星隊與日本明星隊進行8場的友誼交流賽。1991年，他因為肋骨受傷首次進入傷兵名單。這年他只有拿下11勝11敗，運動家也沒能進入季後賽。
1992年，史都華依舊因傷所苦，而他拿下12勝10敗，防禦率3.66。儘管成功重返季後賽，運動家仍以2勝4敗輸給藍鳥，但是運動家的這兩勝都是由史都華所拿下。

### 多倫多藍鳥
1992年12月8日，史都華與藍鳥隊簽下2年合約。儘管他本人希望能續留運動家，不過他發現藍鳥比運動家更尊重他，因此忍痛決定轉隊。
1993年，他拿下12勝8敗，防禦率4.44。儘管季中他因為大大小小的傷勢導致出賽不穩定，藍鳥依舊給予他機會，最後成功闖進季後賽。 The Blue Jays made it to the ALCS where Stewart got the call in game two. He allowed only one run in six innings of work to pick up the win.史都華在美聯冠軍賽第二場先發，他主投6局失1分奪勝。在他下一次先發的前一天，當他的隊友都飛往芝加哥時，他人卻在多倫多，協助救世軍發送食物給難民。而他在美聯冠軍賽第6場先發，主投7.1局失2分奪勝。球隊也成功闖進世界大賽。他也獲選為美聯冠軍賽的MVP。
在世界大賽上，史都華表現難得失常。他在第二場先發吞敗，第六場主投6局失4分。不過最後藍鳥靠著Joe Carter驚天動地的再見3分砲拿下世界大賽冠軍。
1994年，史都華拿下7勝8敗，防禦率5.87。後來這年球季因為罷工而提前結束，史都華後來也表示自己因為那場罷工，導致對棒球的熱情日益消退。

### 重返運動家
在罷工結束後，史都華與運動家簽下1年約。不過他已經無法找回過往身手，這年他僅拿下3勝7敗，防禦率高達6.89。最後總教練只好將他調往牛棚，並讓25歲的投手Todd Van Poppel接替先發位置。然而史都華不想再成為牛棚投手，因此他在7月24日公開宣布退休，並說到這是他人生中的最低谷。

## 個人生活
史都華與他的前妻共有2名女兒。
1985年，史都華因為被懷疑與一名妓女發生不雅暴露而遭到逮捕，後來發現這名妓女具有變裝癖。在不爭辯答辯後，史都華被判處罰款與緩刑。兩天後，史都華獲選由達拉斯沃斯堡運動記者選出的好男人獎(Good Man Award)，史都華在獲獎時曾說到他的罪與這個獎都是他人生中的恥辱。

## 生涯投球數據
| 勝  | 敗  | 防禦率 | 出賽場次 | 先發場次 | 完投 | 完封 | 救援成功 | 投球局數 | 安打 | 自責分 | 被全壘打 | 保送 | 奪三振 | 暴投 | 觸身球 |
| --- | --- | ------ | -------- | -------- | ---- | ---- | -------- | -------- | ---- | ------ | -------- | ---- | ------ | ---- | ------ |
| 168 | 129 | 3.95   | 523      | 348      | 55   | 9    | 19       | 2629.2   | 2499 | 1154   | 264      | 1034 | 1741   | 119  | 62     |

## 外部連結
- 球員資訊和成績在MLB ，ESPN ，Retrosheet ，Baseball Reference ，Baseball Reference (Minors) ，Fangraphs ，The Baseball Cube （英文）
- 戴夫·史都華在台灣棒球維基館上的頁面（繁體中文）